# 10 nm
Il processo costruttivo a 10 nm (10 nanometri), inizialmente 11 nm secondo l'International Technology Roadmap for Semiconductors, è l'evoluzione del processo a 14 nm utilizzato per i microprocessori Intel e AMD (oltre che per altri tipi di circuiti realizzati da altre società del settore) e la sua introduzione, inizialmente prevista per la fine del 2016 è stata posticipata alla seconda metà del 2017.
Il nome esatto per questo stadio della tecnologia proviene dalla International Technology Roadmap for Semiconductors (ITRS), che tuttavia nella sua roadmap aveva segnato come tecnologie future la soglia dei 16 nm nel 2015 (poi aggiornata ai 14 nm del 2013) e degli 11 nm nel 2022 (poi aggiornata ai 10 nm del 2015).
Il termine "10 nm" indica la dimensione media del gate di ogni singolo transistor. Per avere un'idea di cosa voglia dire "10 nm" basti considerare che il virus dell'HIV è grande circa 120 nm, un globulo rosso umano circa 6000-8000 nm e un capello quasi 80000 nm.
I vantaggi nel passare a questo processo costruttivo e, più in generale, a cercare di migliorare sempre più la miniaturizzazione, sono molteplici: si va dal miglioramento della resa produttiva con conseguente abbattimento di costi (più un processore è "piccolo" e più processori possono essere fabbricati con un solo wafer), passando per la possibilità di integrare un numero di transistor sempre maggiore con conseguente aumento della potenza elaborativa.
Una delle prime CPU a 10 nm è lo Snapdragon 835 di Qualcomm, seguita dall'Helio X30 di MediaTek.

## Tecnologia passata e futura
A settembre 2009 Intel ha dichiarato che sta esplorando le proprietà di diversi materiali alternativi al silicio, per poter raggiungere tale processo produttivo (in quanto a tali dimensioni si è molto vicini al "limite fisico" del materiale) e tra i più promettenti vi sono i nanotubi di carbonio e gli elementi del terzo e quinto gruppo della tavola periodica (in particolare Gallio, Indio e Tallio per il terzo gruppo, Arsenico e Antimonio per il quinto). Appare quindi possibile che il nuovo processo produttivo sia basato su elementi diversi dal tradizionale silicio, e questo segnerebbe una svolta epocale nella realizzazione dei circuiti integrati, ma non è escluso che essi possano in realtà venire combinati all'elemento originale così da ottenere chip "composti".
Nonostante queste nuove tecnologie sembrino affacciarsi adesso sul mondo della produzione di massa, in realtà è da un decennio che si compiono prove e sperimentazioni su chipset più piccoli di 22 nm (limite massimo raggiunto, in produzione di massa, nel 2011/2012).
In ordine cronologico questi sono stati gli sviluppi (sicuramente non perfettamente stabili) che fanno sembrare queste nuove tecnologie future, superate:
- 2002 - IBM produce un transistor in silicio di 6 nm.[5]
- 2003 - NEC produce un transistor anch'esso in silicio di 5 nm.[6]
- 2009 - Il National Nano Device Laboratories (Taiwanese) produce una SRAM di 16 nm.[7]

## Processori realizzati con il processo 10 nm

### Processori ARM
- Apple A11 Bionic (prodotto da TSMC)

## Il processo successivo
L'evoluzione del processo a 10 nm è quello a 7 nm.